# Baltasar Kormákur

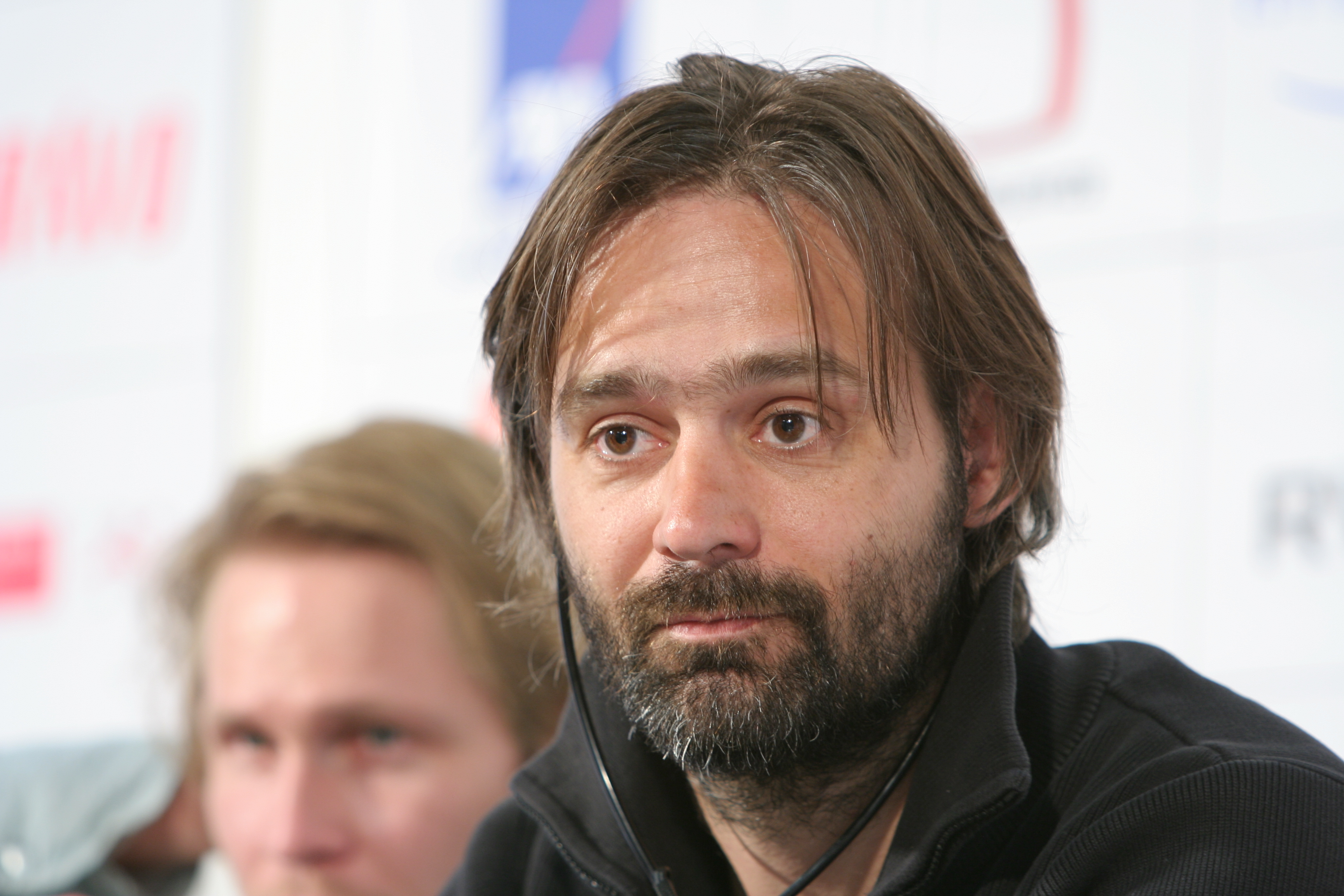
Baltasar Kormákur (2007)

Baltasar Kormákur Baltasarsson (auch Baltasar Kormákur Samper; * 27. Februar 1966 in Reykjavík) ist ein spanisch-isländischer Schauspieler, Filmregisseur und -produzent. Sein Vater ist der in Island sehr bekannte spanische Maler Baltasar B. Samper, sein Großvater der spanische Musiker und Komponist Baltasar Samper i Marquès.

## Karriere
In Deutschland wurde er als Darsteller des Baddi in Djöflaeyjan bekannt und spielte bei Engel des Universums ebenfalls unter der Regie von Friðrik Þór Friðriksson mit. Er ist der Regisseur der Filme 101 Reykjavík (2000), Die kalte See (2002), A Little Trip to Heaven (2005) und verfilmte Mýrin (2006) von Arnaldur Indriðason.
Für 101 Reykjavík war er 2000 für den Fassbinder-Preis nominiert. 2008 wurde sein Spielfilm Brúðguminn als offizieller isländischer Beitrag für die Nominierung um den besten fremdsprachigen Film bei der Oscarverleihung 2009 ausgewählt.
2008 spielte er in dem Thriller Reykjavík – Rotterdam die Hauptrolle. Eine amerikanische Neuverfilmung mit Mark Wahlberg und unter der Regie von Baltasar Kormákur startete im Januar 2012. Im Jahr darauf drehte er ein weiteres Mal mit Wahlberg in der Hauptrolle. Es entstand die Actionfilmkomödie 2 Guns, in der auch Denzel Washington in einer tragenden Rolle zu sehen ist. Sie war am 7. August 2013 der Eröffnungsfilm des 66. Internationalen Filmfestivals von Locarno.
Anfang September 2015 eröffnete Baltasar Kormákur als Regisseur der amerikanisch-britischen Kinoproduktion Everest außer Konkurrenz die 72. Internationalen Filmfestspiele von Venedig. Der Film, im 3D- und IMAX-Format gedreht, beruht auf verschiedenen Büchern über das Unglück am Mount Everest im Jahr 1996, als acht Bergsteiger durch einen Wetterumschwung den Tod fanden. Die Hauptrollen übernahmen Jason Clarke, Josh Brolin, John Hawkes und Robin Wright.
Im September 2016 lief in den isländischen Kinos der Thriller Der Eid an, bei dem Baltasar Kormákur für Regie, Drehbuch und Produktion verantwortlich zeichnete und auch die Hauptrolle übernahm. Es folgten weitere Regiearbeiten für Film und Fernsehen.

## Filmografie (Auswahl)
Als Schauspieler
- 1996: Devil’s Island (Djöflaeyjan)
- 2000: Engel des Universums (Englar alheimsins)
- 2008: Reykjavík – Rotterdam

Als Regisseur
- 2000: 101 Reykjavík
- 2002: Die kalte See (Hafið)
- 2005: A Little Trip to Heaven
- 2006: Der Tote aus Nordermoor (Mýrin)
- 2008: White Night Wedding (Brúðguminn)
- 2010: Run for Her Life (Inhale)
- 2012: Contraband
- 2012: The Deep (Djúpið)
- 2013: 2 Guns
- 2013: The Missionary (Fernsehfilm)
- 2015: Everest
- 2015–2021: Trapped – Gefangen in Island (Ófærð, Fernsehserie, 6 Episoden)
- 2016: Der Eid (Eiðurinn)
- 2018: Die Farbe des Horizonts (Adrift)
- 2021: Katla (Fernsehserie, 8 Episoden)
- 2022: Beast – Jäger ohne Gnade (Beast)
- 2024: Touch

Als Produzent
- 2022: Against the Ice